# Голландська пацифікаційна кампанія на Формозі
23°11′ пн. ш. 120°14′ сх. д. / 23.18° пн. ш. 120.23° сх. д.
Голландська пацифікаційна кампанія на Формозі — це серія військових дій і дипломатичних кроків, здійснених у 1635 і 1636 роках Голландською Ост-Індською компанією (VOC) на Тайвані голландської епохи (Формоза), спрямованих на підкорення ворожих тубільних сіл у південно-західному регіоні острова. До кампанії голландці перебували на Формозі протягом одинадцяти років, але не контролювали більшу частину острова, окрім їхньої головної фортеці Тайюань (сучасний Аньпін, Тайнань) і союзу з містом Сінкан. Інші села гоашанів у цьому районі здійснювали численні напади на голландців та їхніх союзників, причому головними воюючими сторонами було село Маттау, яке в 1629 році влаштувало засідку та вбило групу з шістдесяти голландських солдатів.
Отримавши підкріплення від колоніального штабу в Батавії, в 1635 році голландці почали атаку і змогли розгромити опозицію та повністю поставити територію навколо сучасного Тайнаня під свій контроль. Побачивши, що Маттау і Соуланг, найпотужніші села в цьому районі, були переможені голландською силою, багато інших сіл в околицях прийшли до голландців, щоб шукати миру та здати суверенітет. Таким чином голландці змогли різко розширити межі свого територіального контролю за короткий час і уникнути необхідності подальших боїв. Кампанія завершилася в лютому 1636 року, коли представники двадцяти восьми сіл відвідали церемонію в Тайюані, щоб закріпити голландський суверенітет.
Зміцнивши південний захід під своїм пануванням, голландці змогли розширити свою діяльність із обмеженої перевізної торгівлі, яку здійснювала колонія до 1635 року. Розширена територія дозволила отримати доступ до торгівлі оленями, яка згодом стала дуже прибутковою, і гарантувала безпеку продовольства. Нові територіальні придбання забезпечили родючі землі, на які голландці почали масово імпортувати китайську робочу силу. Села аборигенів також надали воїнів для допомоги голландцям у важкі часи, зокрема під час різанини на острові Леймі 1636 року, голландської поразки іспанців у 1642 році та повстання Го Хуайї у 1652 році. Союзні села також надали можливість голландським місіонерам поширювати свою віру. Кампанія пацифікації вважається фундаментом, на якому був побудований пізніший успіх колонії.

## Фон
Голландська Ост-Індська компанія (ГОК) прибула на південь Формози в 1624 році і, побудувавши свою фортецю Форт Зеландія на півострові Тайюань, почала досліджувати місцеві села на предмет можливості створення альянсів. Хоча спочатку наміром було керувати колонією виключно як антрепотом (торговим портом), пізніше голландці вирішили, що їм потрібен контроль над внутрішніми районами для забезпечення певної безпеки. Крім того, великий відсоток запасів для голландських колоністів доводилося доставляти з Батавії за великі кошти та через нерегулярні проміжки часу, і уряд новонародженої колонії прагнув доставляти продовольство та інші запаси на місці. Компанія вирішила об'єднатися з найближчим селом, відносно невеликим Сінканом, який міг постачати їм дрова, оленину та рибу. Проте стосунки з іншими селами були не такими дружніми. Поселення тубільців цього району були залучені в більш-менш постійну війну на низькому рівні один з одним (набіги на полювання за головами та грабіж майна), а союз із Сінканом поставив голландців у суперечку з ворогами цього села. У 1625 році голландці купили у синканерів ділянку землі за п'ятнадцять канганів (різновид тканини), де вони потім побудували місто Сакам для голландських і китайських купців.

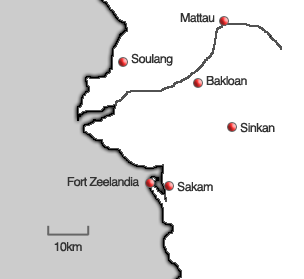
Села навколо форту Зеландія

Спочатку інші села в цьому районі, головним чином Маттау, Суланг і Баклоан, також заявили про своє бажання жити в мирі з голландцями. Села розуміли, що в їхніх інтересах підтримувати добрі стосунки з прибульцями, але ця віра була послаблена серією інцидентів між 1625 і 1629 роками. Найпершим з них був голландський напад на китайських піратів у бухті Ванькан, неподалік від Маттау, у 1625 році. Піратам вдалося відігнати голландських солдатів, через що голландці втратили авторитет серед формозських сіл. Підбадьорені цією невдачею голландців, воїни з Маттау здійснили набіг на Сінкан, вважаючи голландців занадто слабкими, щоб захистити своїх друзів-формозян. У цей момент голландці повернулися до Ванкана і цього разу змогли розгромити піратів, відновивши свою репутацію. Після цього колоніали змусили Маттау повернути вкрадене у Сінкана майно та виплатити компенсацію у вигляді двох свиней. Однак мир був недовгим, оскільки в листопаді 1626 року селяни Сінкана напали на Маттау і Баклоан, а потім пішли до голландців, щоб просити захисту від відплати. Хоча в цьому випадку голландцям вдалося змусити ворогів Сінкана відступити, у пізніших інцидентах вони виявилися неспроможними повністю захистити своїх формозських союзників.
Розчаровані неспроможністю голландців захистити їх, селяни Сінкану звернулися до японських торговців, які не були в дружніх стосунках з ГОК. У 1627 році делегація з села відвідала Японію, щоб попросити японського захисту та запропонувати суверенітет японському сьогуну Токугава Єміцу. Сьогун відмовив їм у аудієнції, але після повернення на Формозу жителі села Сінкан разом зі своїми колишніми ворогами з Маттау, Баклоана та Суланга пішли до губернатора Нуйтса, щоб вимагати від компанії сплачувати щорічну данину селам за роботу на своїй землі. Губернатор відмовився. Невдовзі після цього японська ізоляціоністська політика сакоку припинила підтримку японцями формозян, залишивши Сінкан знову на милість своїх суперників, що спонукало місіонера Джорджа Кандідіуса написати, що «це село Сінкан досі перебувало під захистом Голландії, і без цього захисту він не простояв би й місяця». Однак у 1629 році голландці не змогли захистити ні себе, ні своїх союзників. Губернатор Нуйтс поїхав до Маттау з офіційним (дружнім) візитом із гвардією з шістдесяти мушкетерів, яких відзначили після прибуття. Вийшовши з села наступного ранку, мушкетери потрапили в засідку під час переходу через струмок і були вбиті воїнами Маттау і Суланга. Губернатору пощастило втекти, оскільки він повернувся до форту Зеландія минулого вечора.
Невдовзі після різанини губернатор Нуйтс був відкликаний генерал-губернатором ГОК у Батавії за різні правопорушення, включаючи відповідальність за погіршення відносин з японцями. Ганс Путманс замінив Нуйтса на посаді губернатора і негайно хотів напасти на ватажків у Маттау, але село було визнано занадто сильним для прямого нападу. Тому голландці виступили проти слабшого Баклоана, який, як вони вважали, прихистив прихильників різанини, вирушивши 23 листопада 1629 року та повернувшись пізніше того ж дня, «вбивши багато людей і спаливши більшу частину села». Мешканці села Баклоан подали позов про мир, і Маттау також підписав дев'ятимісячну мирну угоду з компанією. Проте в наступні роки жителі села Маттау, Баклоан і Соуланг продовжували злагоджену кампанію з переслідування працівників компанії, особливо тих, хто відновлював будівлі, зруйновані Маттауерами в Сакамі. Ситуація не показала жодних ознак покращення для голландців, поки відносини між Маттау та Сулангом не зіпсувалися наприкінці 1633 та на початку 1634 років. Два села почали війну в травні 1634 року, і хоча Маттау виграв битву, компанія була рада побачити розбіжності серед сіл, які, як вона вважала, можуть використовувати.

## Голландська відплата

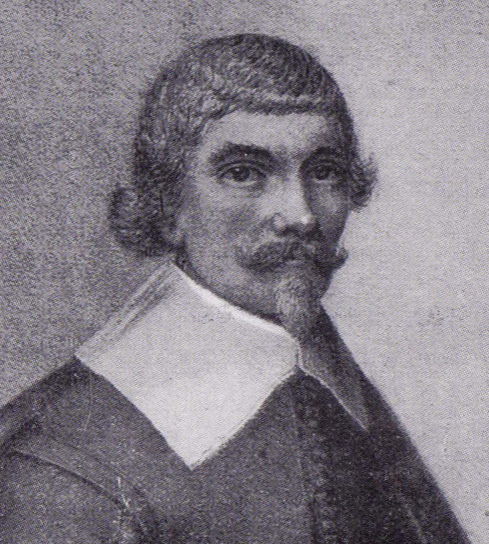
Роберт Юніус, один з керівників експедиції Маттау

Хоча і губернатор Нуйтс, і згодом губернатор Путманс хотіли виступити проти Маттау, гарнізон у форті Зеландія нараховував лише 400 осіб, з яких 210 були солдатами — недостатньо, щоб розпочати велику кампанію, не залишивши охорону голландської фортеці недостатньою. Після наполегливих прохань двох губернаторів, яких не прислухалися до уваги, у 1635 році Батавія нарешті послала на Тайвань військо з 475 солдатів, щоб «помститися за вбивство експедиційного корпусу Маттау в 1629 році, підвищити престиж Компанії та отримати повага й авторитет, необхідні для захисту китайців, які прийшли з Китаю, щоб обробляти землю».
На цьому етапі відносини з іншими селами також погіршилися настільки, що навіть Сінкан, який раніше вважався тісно пов'язаним з голландцями, планував повстання. Місіонер Роберт Джуніус, який жив серед тубільців, писав, що «повстанці в Сінкані влаштували змову проти нашої держави… і [планують] убити та забити до смерті місіонерів і солдатів у Сінкані». Губернатор Тайюаня швидко придушив повстання, відправивши в село вісімдесят солдатів і заарештувавши деяких ключових змовників.  Оскільки потенційну катастрофу в Сінкані вдалося запобігти, голландців ще більше підбадьорила новина про те, що Маттау та Суланг, їхні головні вороги, були спустошені віспою, тоді як Сінкан, який тепер знову перебуває під контролем Голландії, позбавився від хвороби — це переглядається як божественний знак того, що голландці були праведними.
22 листопада 1635 року новоприбулі сили вирушили до Баклоана на чолі з губернатором Путмансом. Юніус приєднався до нього з групою місцевих воїнів із Сінкану, яких священник переконав взяти участь, щоб сприяти зміцненню добрих стосунків між ними та ГОК. Спочатку планувалося відпочити там на ніч, перш ніж атакувати Маттау наступного ранку, але голландські війська отримали повідомлення, що жителі села Маттау дізналися про їхнє наближення та планували втекти. Тому вони вирішили продовжити наступ і атакувати того ж вечора, зумівши здивувати воїнів Маттау та підкорити село без бою. Голландці швидко стратили 26 чоловіків села, перш ніж підпалити будинки та повернутися до Баклоана.
1. That all the relics which they still possessed, be it of beads or garments should be restored to us.
2. That they were to pay a certain contribution in pigs and paddy.
3. That every second year they should bring two pigs to the Castle on the anniversary day of the murder.
4. That they should give us the sovereignty over their country, and as a symbol thereof place at the feet of the Governor some little pinang and cocoa trees, planted in the earthen vessels in the soil of their country.
5. That they should promise never again to turn their arms against us.
6. That they should no longer molest the Chinese.
7. That, in case we had to wage war against other villages, they should join us.

На зворотному шляху до форту Зеландія війська зупинялися в Баклоані, Сінкані та Сакамі, на кожному кроці попереджаючи вождів села про ціну гніву ГОК і отримуючи гарантії дружньої поведінки в майбутньому. Село Суланг послало двох представників до голландців, коли вони відпочивали в Сінкані, пропонуючи спис і сокиру як символ того, що вони об'єднають свої сили з голландцями. Також із пропозиціями дружби були присутні чоловіки з Теворангу (сучасний район Юйцзін), сукупності трьох сіл на пагорбах, які раніше не перебували під впливом Нідерландів. Нарешті прибули два вожді з Маттау, які поклонилися голландським чиновникам і бажали просити миру.
Тубільці засвідчили свою капітуляцію, надіславши голландцям декілька зі своєї найкращої зброї, а потім привезли зі свого села невелике дерево (бетелевий горіх), посаджений в землю, на знак надання суверенітету ГОК. Протягом наступних кількох місяців, коли звістка про голландську перемогу поширювалася, все більше і більше сіл приходили віддати шану у форт Зеландія та запевнити ГОК у своїх дружніх намірах. Однак нові господарі Маттау також успадкували своїх ворогів, і Фаворланг, і Тіросен висловили ворожість до ГОК і після їхньої перемоги.
Після перемоги над Маттау губернатор вирішив використати солдатів, щоб залякати інші непокірні села, починаючи з Таккаріанга, який раніше вбив працівників ГОК, так і жителів села Сінкан. Селяни спочатку билися з синкандерами, які діяли як авангард, але, отримавши залп від голландських мушкетерів, воїни таккаріангів розвернулися та втекли. Сили ГОК увійшли в село без опору та спалили його дотла. З Таккаріанга вони рушили до Суланга, де заарештували воїнів, які брали участь у різанині шістдесяти голландських солдатів у 1629 році, і підпалили їхні будинки. Останньою зупинкою на шляху кампанії був Теворанг, який раніше переховував розшукуваних чоловіків з інших сіл. Цього разу губернатор вирішив застосувати дипломатію, пропонуючи подарунки та запевнення в дружбі, але наслідки опору залишилися неявними. Теворангани зрозуміли натяк і не виступили проти голландського правління.

## Голландський мир

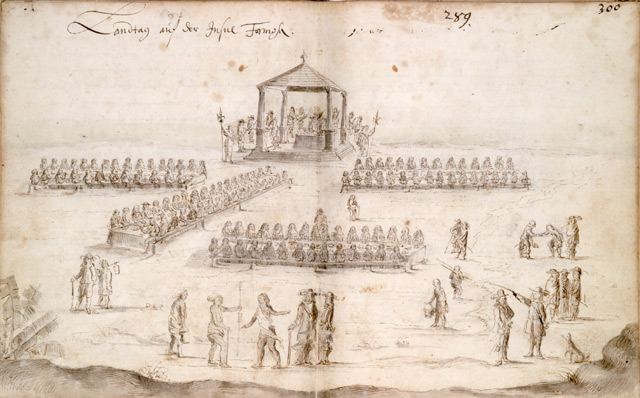
Ланддагська зустріч голландців і формозян

Почувши про демонстрацію голландською силою, аборигенні племена з інших країн вирішили підкоритися голландському правлінню через страх перед голландською військовою могутністю або через надію, що такий союз виявиться вигідним для племені. Представники прибули з Пангсоя, 100 км на південь, щоб об'єднатися з ГОК. Голландці вирішили провести ланддаг (грандіозний з'їзд), щоб привітати всі села разом та вразити їх голландською щедрістю та могутністю. Це належним чином відбулося 22 лютого 1636 року, причому 28 сіл були представлені з південної та центральної Формози. Губернатор подарував присутнім мантії та державні жезли, щоб символізувати їхню посаду, і Роберт Джуніус написав, що «було чудово бачити дружелюбність цих людей, коли вони зустрілися вперше, помічати, як вони цілували один одного і дивилися один на одного. Подібного ніколи раніше не було в цій країні, оскільки одне плем'я майже завжди вело війну проти іншого».
Чистим результатом голландської кампанії був pax Hollandica (голландський мир), що забезпечило контроль ГОК на південному заході острова. Голландці назвали свою нову територію контролю Verenigde Dorpen (Об'єднані села), навмисно натякаючи на Об'єднані провінції їхньої батьківщини. Ця кампанія мала життєво важливе значення для успіху та зростання голландської колонії, яка до того моменту функціонувала більше як торговий пункт, ніж справжня колонія.

## Інші пацифікаційні кампанії
У 1629 році третій губернатор голландської Формози, Пітер Нуйтс, відправив 63 голландських солдата до Маттау під приводом «арешту китайських піратів». Зусиллям перешкоджали місцеві корінні жителі Тайвоа, оскільки вони були обурені на голландських колоністів, які вторглися та вбили багатьох їхніх людей. На зворотному шляху 63 голландських солдати були втоплені корінним населенням Маттау, що призвело до помсти Пітера Нуйтса, а пізніше інциденту в Маттау (麻豆社事件) у 1635 році.
23 листопада 1635 року Нуйтс повів 500 голландських солдатів і 500 солдатів Сірая з Сінкана, щоб напасти на Маттау, убивши 26 племен і спаливши всі будівлі в Маттау. 18 грудня Маттау здався і підписав акт Маттау (麻豆條約) з голландським губернатором. У цьому акті Маттау погодився надати всю успадковану або контрольовану землю та всю власність, якою володіли жителі Маттау, голландцям. Закон Маттау має два важливі значення в історії Тайваню.

### Пізніше
Численні села аборигенів повстали проти голландців у 1650-х роках через гноблення, як, наприклад, коли голландці наказали аборигенкам віддатися їм для сексу, оленячі шкури та рис від аборигенів у басейні Тайбею в селі Ву-лао-ван, що спричинило повстання в грудні 1652 р. одночасно з китайським повстанням. Двоє голландських перекладачів були обезголовлені аборигенами Ву-Лао-Вань, а під час наступної бійки 30 аборигенів і ще двоє голландців загинули. Після ембарго на поставку солі та заліза на Ву-Лао-Вань аборигени були змушені просити про мир у лютому 1653 року.